# آرثر غالستون
آرثر جورج غالستون (بالإنجليزية: Arthur Galston)‏ (1920-2008) عالم نبات أمريكي متخصص في أخلاقيات علم الأحياء .

## وصلات خارجية
- Galston, Arthur W. (1972), "Science and Social Responsibility: A Case History", Annals of the New York Academy of Sciences; 196:223.